# Präsidentschaftswahl in Slowenien 2022
Die Präsidentschaftswahl in Slowenien 2022 fand am 23. Oktober und 13. November statt.

## Ergebnis
| Kandidaten                                      | Kandidaten         | Parteien                                                                | 1. Wahlgang | 1. Wahlgang | 2. Wahlgang | 2. Wahlgang |
| Kandidaten                                      | Kandidaten         | Parteien                                                                | Stimmen     | %           | Stimmen     | %           |
| ----------------------------------------------- | ------------------ | ----------------------------------------------------------------------- | ----------- | ----------- | ----------- | ----------- |
|                                                 | Nataša Pirc Musar  | Parteilos (Piratska stranka Slovenije – Stranka mladih – Zeleni Evrope) | 234.361     | 26,9        | 483.812     | 53,9        |
|                                                 | Anže Logar         | Slovenska demokratska stranka – Slovenska ljudska stranka               | 296.000     | 33,9        | 414.029     | 46,1        |
|                                                 | Milan Brglez       | Socialni demokrati – Gibanje Svoboda                                    | 134.726     | 15,5        |             |             |
|                                                 | Vladimir Prebilič  | Parteilos (VESNA – zelena stranka)                                      | 92.456      | 10,6        |             |             |
|                                                 | Sabina Senčar      | Resni.ca – Za ljudstvo Slovenije                                        | 51.767      | 5,9         |             |             |
|                                                 | Janez Cigler Kralj | Nova Slovenija – Krščanski demokrati                                    | 38.113      | 4,4         |             |             |
|                                                 | Miha Kordiš        | Levica                                                                  | 24.518      | 2,8         |             |             |
| Gesamt                                          | Gesamt             | Gesamt                                                                  | 871.941     | 100         | 897.841     | 100         |
|                                                 |                    |                                                                         |             |             |             |             |
| Ungültige Stimmen                               | Ungültige Stimmen  | Ungültige Stimmen                                                       | 4.625       | 0,5         | 10.224      | 1,1         |
| Wähler                                          | Wähler             | Wähler                                                                  | 876.566     | 51,7        | 908.065     | 53,6        |
| Wahlberechtigte                                 | Wahlberechtigte    | Wahlberechtigte                                                         | 1.694.441   |             | 1.694.379   |             |
|                                                 |                    |                                                                         |             |             |             |             |
| Quellen: Uradni list, 1. Wahlgang – 2. Wahlgang |                    |                                                                         |             |             |             |             |